# حشيشة آلاغ
حشيشة آلاغ أو حشيشة النجم أو حشيشة النجم اللامع (الاسم العلمي Aletris)، جنس نباتات عشبية معمرة من فصيلة زنابق السبخات. أعطانها تمتد من أمريكا الشمالية إلى جنوب شرق آسيا وخاصة في الصين. جذورها جذمورية. أوراقها قرصية مستطيلة ثلاثية العروقي. إزهرارها عنقودي يرتكز على شمراخ منتصب مورق. أزهارها أنبوبية الشكل. مسحوق جذاميرها مر اللمذاق ينفع الاستسقاء ويدخل في تركيب عدة عقاقير مفيدة.

## الأنواع
من أنواعه:
- حشيشة آلاغ المذهبة
- حشيشة آلاغ الرمداء